# Mahamadou Diarra
Pour les articles homonymes, voir Diarra.
Mahamadou Diarra, né le 18 mai 1981 à Bamako, est un footballeur international malien qui évolue au poste de milieu de terrain de la fin des années 1990 au début des années 2010.
Surnommé Djila, il effectue sa formation au sein du Centre Salif-Keita avant de rejoindre l'Europe. Il joue à l'OFI Crète, au Vitesse Arnhem, à l'Olympique lyonnais avec lequel il remporte cinq fois le titre de champion de France, au Real Madrid où il gagne deux championnats d'Espagne, à l'AS Monaco et au Fulham FC.
Il compte 69 sélections en équipe nationale avec laquelle il termine quatrième de la Coupe d'Afrique des nations en 2002 et 2004.

## Biographie

### Début au Mali et arrivée en Europe
Mahamadou Diarra perce au centre Salif-Keita. De 1994 à 1997, il joue essentiellement en deuxième division, avant de partir une saison en Grèce, à l'OFI Crète à seulement 17 ans. L'expérience est concluante. Bien aidé par son grand frère qui y évolue déjà, Mahamadou évolue au poste d'ailier gauche, dispute 21 matchs et inscrit deux buts.
En 1998, Diarra met le cap au Nord et rejoint le Vitesse Arnhem pour une aventure de trois saisons. Les premiers mois sont difficiles : il souffre du climat, de la nourriture et de ne pas jouer. Nommé entraineur en cours de route, Ronald Koeman change la donne. Il offre des responsabilités à Diarra qui s'investit pour ne pas le décevoir.

### Révélation à l'Olympique lyonnais (2002-2006)
Seule recrue de l'été 2002 à l'Olympique lyonnais, « Djila » se heurte d'abord à la concurrence. Pour la première fois de sa carrière, il se retrouve en tribune à regarder ses coéquipiers jouer. Diarra ne baisse pas les bras et gagne sa place. Il enchaîne ensuite les matchs comme titulaire.
Il forme, avec Michael Essien et Juninho, l'un des meilleurs milieux d'Europe, dépassant régulièrement les 100 ballons joués par match.
Après quatre titres de champion de France en quatre ans à l'OL, il part contre l'avis de l'entraîneur Gérard Houllier et du président Jean-Michel Aulas, recruté par le Real Madrid en 2006 pour 26 M€.

### Peine à confirmer au Real Madrid (2006-2011)
L'entraîneur du Real, Fabio Capello, le qualifie « de recrue n°1 » du club. Suivi par plusieurs clubs, « Mouss » doit au Real remplacer Claude Makélélé parti à Chelsea en 2003 et jamais remplacé.
Il marque un but décisif lors du dernier match de la Liga 2006-2007 permettant au Real d'être champion. Il avait été autorisé à disputer ce match par la FIFA (Le Mali jouait ce 17 juin 2007 un match de qualification de CAN 2008).

### Tentative de relance à Monaco puis Fulham (2011-2014)
En 2011, il signe à Monaco ou il ne dispute que neuf petites rencontres. Il signe au mercato estival un engagement avec le club anglais de Fulham FC. Il y joue trois saisons. Le 3 juin 2014, il est libéré par Fulham FC.

### En équipe nationale
Il obtient sa première sélection en 1997 contre le Togo alors qu'il n'a que 16 ans et demi.
Lors de la CAN 2002, Diarra confirme son talent devant son public. S'imposant dans l’entre-jeu, il tire les Aigles jusqu'en demi-finale à seulement 21 ans.
Il disputera 69 matchs de sélections en équipe nationale mais n'aura jamais honoré son pays lors d'une Coupe du Monde.

## Style de jeu
Mahamadou Diarra est un bon technicien et sait donner de sa personne dans le cœur du jeu. Ses points forts étant une grande intelligence de placement et d'abnégation dans une équipe équilibrée, qualités qui n'ont pu être mises en avant dans une équipe totalement déséquilibrée comme le fut le Real ; c'est pourquoi il a été recruté malgré son profil qui correspondait à ce dont son club avait besoin : une sentinelle capable de boucher le déséquilibre d'une équipe résolument tournée vers l'attaque.

## Statistiques
| Saison                | Club                  | Championnat           | Championnat | Championnat | Coupe nationale | Coupe nationale | Coupe de la Ligue | Coupe de la Ligue | Supercoupe | Supercoupe | Compétition(s) continentale(s) | Compétition(s) continentale(s) | Compétition(s) continentale(s) | Total | Total |
| Saison                | Club                  | Division              | M.          | B.          | M.              | B.              | M.                | B.                | M.         | B.         | Comp.                          | M.                             | B.                             | M.    | B.    |
| 1998-1999             | OFI Crète             | D1                    | 21          | 2           | -               | -               | -                 | -                 | -          | -          | -                              | -                              | -                              | 21    | 2     |
| Sous-total            | Sous-total            | Sous-total            | 21          | 2           | -               | -               | -                 | -                 | -          | -          | -                              | -                              | -                              | 21    | 2     |
| 1999-2000             | Vitesse Arnhem        | D1                    | 16          | 2           | 1               | 0               | -                 | -                 | -          | -          | C3                             | 1                              | 0                              | 18    | 2     |
| 2000-2001             | Vitesse Arnhem        | D1                    | 29          | 4           | 3               | 0               | -                 | -                 | -          | -          | C3                             | 2                              | 0                              | 34    | 4     |
| 2001-2002             | Vitesse Arnhem        | D1                    | 24          | 3           | 4               | 0               | -                 | -                 | -          | -          | -                              | -                              | -                              | 28    | 3     |
| Sous-total            | Sous-total            | Sous-total            | 69          | 9           | 8               | 0               | -                 | -                 | -          | -          | -                              | 3                              | 0                              | 80    | 9     |
| 2002-2003             | Olympique lyonnais    | Ligue 1               | 28          | 1           | 1               | 0               | 2                 | 0                 | 1          | 0          | C1+C3                          | 5+2                            | 0+0                            | 39    | 1     |
| 2003-2004             | Olympique lyonnais    | Ligue 1               | 27          | 1           | 0               | 0               | 0                 | 0                 | 1          | 1          | C1                             | 10                             | 0                              | 38    | 2     |
| 2004-2005             | Olympique lyonnais    | Ligue 1               | 33          | 2           | 3               | 1               | 1                 | 0                 | 0          | 0          | C1                             | 9                              | 2                              | 46    | 5     |
| 2005-2006             | Olympique lyonnais    | Ligue 1               | 31          | 3           | 2               | 1               | 1                 | 0                 | 1          | 0          | C1                             | 9                              | 2                              | 44    | 6     |
| 2006                  | Olympique lyonnais    | Ligue 1               | 2           | 0           | 0               | 0               | 0                 | 0                 | 1          | 0          | -                              | -                              | -                              | 3     | 0     |
| Sous-total            | Sous-total            | Sous-total            | 121         | 7           | 6               | 2               | 4                 | 0                 | 4          | 1          | -                              | 35                             | 4                              | 170   | 14    |
| 2006-2007             | Real Madrid CF        | Liga                  | 33          | 3           | 4               | 0               | -                 | -                 | -          | -          | C1                             | 7                              | 1                              | 44    | 4     |
| 2007-2008             | Real Madrid CF        | Liga                  | 30          | 0           | 0               | 0               | -                 | -                 | 2          | 0          | C1                             | 6                              | 0                              | 38    | 0     |
| 2008-2009             | Real Madrid CF        | Liga                  | 9           | 0           | 1               | 0               | -                 | -                 | 2          | 0          | C1                             | 3                              | 0                              | 15    | 0     |
| 2009-2010             | Real Madrid CF        | Liga                  | 15          | 0           | 2               | 0               | -                 | -                 | -          | -          | C1                             | 3                              | 0                              | 20    | 0     |
| 2010-2011             | Real Madrid CF        | Liga                  | 3           | 0           | 3               | 0               | -                 | -                 | -          | -          | C1                             | 2                              | 0                              | 8     | 0     |
| Sous-total            | Sous-total            | Sous-total            | 90          | 3           | 10              | 0               | -                 | -                 | 4          | 0          | -                              | 21                             | 1                              | 125   | 4     |
| 2011                  | AS Monaco             | Ligue 1               | 9           | 0           | 0               | 0               | -                 | -                 | -          | -          | -                              | -                              | -                              | 9     | 0     |
| Sous-total            | Sous-total            | Sous-total            | 9           | 0           | 0               | 0               | -                 | -                 | -          | -          | -                              | -                              | -                              | 9     | 0     |
| 2012                  | Fulham FC             | Premier League        | 11          | 1           | 0               | 0               | 0                 | 0                 | -          | -          | -                              | -                              | -                              | 11    | 1     |
| 2012-2013             | Fulham FC             | Premier League        | 8           | 0           | 0               | 0               | 0                 | 0                 | -          | -          | -                              | -                              | -                              | 8     | 0     |
| 2013-2014             | Fulham FC             | Premier League        | 4           | 0           | 0               | 0               | 0                 | 0                 | -          | -          | -                              | -                              | -                              | 4     | 0     |
| Sous-total            | Sous-total            | Sous-total            | 23          | 1           | -               | -               | -                 | -                 | -          | -          | -                              | -                              | -                              | 23    | 1     |
| Total sur la carrière | Total sur la carrière | Total sur la carrière | 333         | 22          | 24              | 2               | 4                 | 0                 | 8          | 1          | -                              | 59                             | 5                              | 428   | 30    |

## Palmarès
Diarra est un spécialiste des demi-finales perdues au début de sa carrière. En effet, cela lui arrive deux fois en Coupe des Pays-Bas avec Vitesse Arnhem et quatre fois en sélection (CAN Cadets, Mondial juniors et CAN 2002 et 2004).
Avec le  Mali :
- 3e de la Coupe du monde U20 en 1999.
- 4e de la Coupe d'Afrique des Nations en 2002 et 2004.

Avec l'Olympique lyonnais :
- Champion de France (5) : 2003, 2004, 2005, 2006 et 2007.
- Vainqueur du Trophée des champions (4) : 2002, 2003, 2005 et 2006.

Avec le Real Madrid :
- Champion d'Espagne (2) : 2007 et 2008.
- Vainqueur de la Supercoupe d'Espagne (1) : 2008.

## Vie privée
Son père était le patron d'une entreprise de puits et forages.
Il vit à Aubervilliers (93300)